# Jacksonville, North Carolina
Jacksonville là một thành phố thủ phủ quận Onslow, tiểu bang Bắc Carolina, Hoa Kỳ. Theo điều tra dân số Hoa Kỳ năm 2010, dân số thành phố là 70.145 người, làm cho Jacksonville thành phố lớn thứ 14 ở Bắc Carolina. Jacksonville là thành phố chính và được bao gồm trong vùng đô thị Jacksonville, Bắc Carolina. Về mặt dân cư, Jacksonville là thành phố trẻ nhất ở Hoa Kỳ với độ tuổi trung bình 22,8 tuổi, có thể là nhờ sự hiện diện quân sự lớn.
Nó là nơi đóng quân của một doanh trại Thủy quân Lục chiến Hoa Kỳ và doanh trại của trạm không quân. Jacksonville nằm liền kề phía Southern Outer Banks (SOBX) của Bắc Carolina.
Lịch sử ban đầu của Jacksonville bắt đầu với sự kết thúc của cuộc chiến tranh Tuscarora năm 1713. Việc loại bỏ bằng vũ lực đối với các bộ lạc người Mỹ bản địa cho phép định cư lâu dài của khu vực giữa New Bern và Wilmington. Đầu nguồn của sông mới trở thành một trung tâm sản xuất cho các cửa hàng hải quân, đặc biệt là nhựa thông. Các công viên bờ sông trung tâm thành phố được xây dựng trên các địa điểm của Ferry Wantland, với các cây cầu đang được xây dựng ở hai bên của trang web phà ban đầu.
Năm 1752, một cơn bão tàn khốc đã phá hủy thủ phủ quận Johnston, và Ferry Wantlands, nằm sâu hơn sông New ở địa điểm hiện tại của Jacksonville đã được lựa chọn như làm nơi xây tòa án quận hạt mới. Khu vực này sau đó được gọi là Tòa án Onslow. Năm 1842, thị trấn được thành lập và đổi tên thành Jacksonville để vinh danh cựu Tổng thống Mỹ Andrew Jackson.
Nền kinh tế Jacksonville và quận Onslow tiếp tục dựa vào các cửa hàng hải quân, gỗ, và các cây trồng thuốc lá cho ngành công nghiệp. Năm 1939, Đại tá George W. Gillette của Quân đoàn kỹ sư quân đội Mỹ tiến hành khảo sát và lập bản đồ khu vực từ Fort Monroe, Virginia Fort Sumter, South Carolina, trong đó bao gồm Onslow Quận bờ biển và sông mới. Bản đồ này được cho là đã làm gia tăng mối quan tâm của Sở binh và Hải quân trong việc thiết lập một cơ sở đào tạo dưới nước trong khu vực. Dân biểu Graham Arthur Barden New Bern vận động hành lang Quốc hội cung cấp quỹ việc mua khoảng 100.000 mẫu Anh (400 km2) dọc theo bờ phía đông của sông mới.